# A hét bölcs
A hét bölcs az i. e. 7–6. században élt görög gondolkodók csoportja. Hírnevük okán mind több életbölcsességet tartalmazó levelet és mondást tulajdonítottak nekik; az ezeket egyesítő gyűjteményekből a Ióannész Sztobaiosz és Diogenész Laertiosz műveiben fennmaradó részletek a leginkább ismertek. Plutarkhosz a Tón hepta szophón szümposzion (A hét bölcs lakomája), valamint Ausonius Ludus septem sapientum (A hét bölcs vetélkedése) című művei a legendák irodalmi feldolgozásai.
A hét bölcs motívuma valószínűleg a sumer hagyományból ered, ahol az apkalluk tisztelete igen ősi múltra tekint vissza.

## A bölcsek listája
A hét görög bölcs felsorolása minden egyes szerzőnél más és más. A hetek közé mindenki beemelt egyéni ízlése vagy egyéb okok miatt néhány, más listákon nem szereplő alakot (Peiszisztratosz athéni türannosz feltűnése is ilyen egyéb oknak tudható be). Így a hét bölcs kapcsán huszonegy név merül fel. Ezek közül csak négy az állandó tag: (milétoszi) Thalész, (priénéi) Biasz, (mütilénéi) Pittakosz és (athéni) Szolón.
További lehetséges nevek: Akuszilaosz, Anakharszisz, Anaxagorasz, Arisztodémosz, Epikharmosz, Epimenidész, (spártai) Khilón (Kheilón), (lindoszi) Kleobulosz, Laszosz, (lebedoszi) Leophantosz, (khénéi) Müszón, Orpheusz, Pamphülosz, Peiszisztratosz, Periandrosz, Phereküdész és Püthagorasz.

## Platónnál
Platón listája
- Milétoszi Thalész,
- mütilénéi Pittakosz,
- priénéi Biasz,
- athéni Szolón,
- lindoszi Kleobulosz,
- khénéi Müszón,
- spártai Khilón.

## Más szerzőknél
Diogenész Laertiosz listája 
- Thalész, Szolón, Periandrosz, Kleobulosz, Khilón, Biasz, Pittakosz, szkíta Anakharszisz, kheni Müszon, szíroszi Phereküdész, krétai Epimenidész.

Pauszaniasz listája
- Athéni Szolón, spártai Khilón, milétoszi Thalész, priénéi Biasz, lindoszi Kleobulosz, mütilénei Pittakosz, korintoszi Periandrosz.

Szmürnai Hermipposz listája
Hermipposz A bölcsekről című művében tizenhét nevet sorol fel. Elmondása szerint ezekből a nevekből választják ki mások és mások –  hogy kik, azt nem említi – hét nevet.
- Szolón, Thalész, Pittakosz, Biasz, Khilón, Müszón, Kleobulosz, Periandrosz, Anakharszisz, Akuszilaosz, Epimenidész, Leophantosz, Phereküdész, Arisztodémosz, Püthagorasz, Laszosz, Anaxagorasz.

## Stílus és mondások
E filozófusoknál gyakorlatilag az egyetlen közös jellemző a „lakonikus” stílus. Legtöbbjüktől csak jelmondatok, felszólítások maradtak fenn, néhány ma már gyakorlatilag értelmezhetetlen, mint Pittakosz egyik mondata: „Fizesd vissza a betétet.”
- „Jobb egy sokat érő barátot bírni, mint sok semmire valót.” (Anakharszisz)
- „Gyűlöld az elhamarkodott beszédet!” „Az emberek többsége rossz.” (Biasz)
- „Ne járjon a nyelved előbb az eszednél!” „Ismerd meg tenmagad!” „A kő az arany próbája, az arany az emberé.” (Khilón)
- „A hallgatásra sóvárogj, ne a beszédre!” „Tarts mértéket!” (Kleobulosz)
- „A fél több, mint az egész.” „Ne beszélj arról, amit tenni készülsz!” „Nehéz jónak lenni.” „A föld biztos, a tenger bizonytalan.” „Viseld el, ha a szomszédod némi kárt okoz!” (Pittakosz)
- „A legszebb dolog a világon a nyugalom.” (Periandrosz)
- „Ha tudsz valamit, hallgass!” „Ha megtanultál engedelmeskedni, akkor tudsz uralkodni.” (Szolón)
- „Emlékezz meg barátaidról!” „Minden víz.” (Thalész)

Néhányan közülük önálló munkákkal is ismertek, és a preszókratika jelentős alakjai, mint például a milétoszi Thalész, vagy Püthagorasz, vagy a már kortársai által is Núsz (az Ész) néven tisztelt Anaxagorasz.
A legismertebb történet Diogenész Laertiosz nevéhez fűződik, aki szerint a hét bölcs (nála Khilón, Kleobulosz, Periandrosz, Thalész, Pittakosz, Biasz és Szolón) a delphoi Apollón-templomban vésték fel egy-egy elmés mondatukat.